# Войничівська сільська рада
Войничі́вська сільська́ ра́да —колишня  адміністративно-територіальна одиниця та орган місцевого самоврядування у Захарівському районі Одеської області. Адміністративний центр — село Войничеве.
Дата ліквідації — 25 жовтня 2020 року.

## Загальні відомості
- Територія ради: 75,05 км²
- Населення ради: 677 осіб (станом на 2001 рік)

## Населені пункти
Сільській раді були підпорядковані населені пункти:
- с. Войничеве
- с. Богданове Перше
- с. Савчинське

## Населення
Згідно з переписом 1989 року населення сільської ради становило 697 осіб, з яких 332 чоловіки та 365 жінок.
За переписом населення 2001 року в сільській раді мешкали 674 особи.

### Мова
Розподіл населення за рідною мовою за даними перепису 2001 року:
| Мова       | Відсоток |
| ---------- | -------- |
| українська | 76,96 %  |
| молдовська | 20,97 %  |
| російська  | 0,74 %   |
| вірменська | 0,74 %   |
| болгарська | 0,3 %    |
| білоруська | 0,15 %   |
| румунська  | 0,15 %   |

## Склад ради
Рада складалася з 12 депутатів та голови.
- Голова ради: Луценко Олена Володимірівна
- Секретар ради: Пугач Людмила Миколаївна

### Керівний склад попередніх скликань
| Прізвище, ім'я, по батькові | Основні відомості                                                         | Дата обрання | Дата звільнення |
| --------------------------- | ------------------------------------------------------------------------- | ------------ | --------------- |
| Луценко Олена Володимирівна | Сільський голова, 1953 року народження, позапартійна                      | 26.03.2006   | 31.10.2010      |
| Луценко Олена Володимірівна | Сільський голова, 1953 року народження, освіта вища, член Партії регіонів | 31.10.2010   |                 |

Примітка: таблиця складена за даними сайту Верховної Ради України

### Депутати
За результатами місцевих виборів 2010 року депутатами ради стали:

#### За суб'єктами висування
| Суб'єкт висування                                       | Кількість обраних депутатів | %    |
| ------------------------------------------------------- | --------------------------- | ---- |
| Партія регіонів                                         | 7                           | 58,3 |
| Політична партія Всеукраїнське об'єднання «Батьківщина» | 4                           | 33,3 |
| Самовисування                                           | 1                           | 8,3  |

#### За округами
| № округу                                                | Прізвище, ім'я, по батькові      | Дата визнання обраним | Освіта             | Партійна приналежність                        | Відомості про обраного депутата                         |
| ------------------------------------------------------- | -------------------------------- | --------------------- | ------------------ | --------------------------------------------- | ------------------------------------------------------- |
| Партія регіонів                                         |                                  |                       |                    |                                               |                                                         |
| 2                                                       | Клибанський Микола Олександрович | 03.11.2010            | середня            | член Партії регіонів                          | тимчасово не працює                                     |
| 3                                                       | Галета Тетяна Олександрівна      | 03.11.2010            | середня спеціальна | член Партії регіонів                          | тимчасово не працює                                     |
| 7                                                       | Сирбу Віра Миколаївна            | 03.11.2010            | середня            | член Партії регіонів                          | Фрунзівський територіальний центр, соціальний працівник |
| 9                                                       | Пугач Людмила Миколаївна         | 03.11.2010            | вища               | член Партії регіонів                          | Войничівська загальноосвітня школа І-ІІІ ст., вчитель   |
| 10                                                      | Кравченко Антоніна Йосипівна     | 03.11.2010            | середня спеціальна | член Партії регіонів                          | Войничівська сільська рада, секретар                    |
| 11                                                      | Сербін Тетяна Петрівна           | 03.11.2010            | вища               | член Партії регіонів                          | Войничівська загальноосвітня школа І-ІІІ ст., вчитель   |
| 12                                                      | Васильєв Анатолій Іванович       | 03.11.2010            | середня спеціальна | позапартійний                                 | Савчинський фельдшерсько-акушерський пункт, фельдшер    |
| Політична партія Всеукраїнське об'єднання «Батьківщина» |                                  |                       |                    |                                               |                                                         |
| 1                                                       | Бабенко Надія Степанівна         | 03.11.2010            | вища               | позапартійна                                  | Войничівська загальноосвітня школа І-ІІІ ст., вчитель   |
| 4                                                       | Ніколаєва Інна Вікторівна        | 03.11.2010            | середня спеціальна | позапартійна                                  | Войничівська сільська бібліотека, завідувачка           |
| 5                                                       | Скибенюк Валентина Петрівна      | 03.11.2010            | вища               | позапартійна                                  | Войничівська загальноосвітня школа І-ІІІ ст., вчитель   |
| 6                                                       | Скибенюк Лідія Петрівна          | 03.11.2010            | вища               | член Всеукраїнського об'єднання «Батьківщина» | пенсіонер                                               |
| Самовисування                                           |                                  |                       |                    |                                               |                                                         |
| 8                                                       | Добранчук Людмила Олексіївна     | 03.11.2010            | вища               | позапартійна                                  | тимчасово не працює                                     |